# Séïdath Tchomogo
Séïdath Siriki Konabe Tchomogo (* 13. August 1985 in Porto Novo), meist nur Séïdath Tchomogo, ist ein ehemaliger beninischer Fußballspieler auf der Position des Defensiven Mittelfelds. Er war zuletzt für den al-Suwaiq Club im Oman und in der Beninischen Fußballnationalmannschaft aktiv.

## Karriere

### Verein
Tchomogo begann seine Laufbahn als Fußballprofi in seiner beninischen Heimat, wo er ab dem Jahr 2003 im Kader des Erstligisten Lions FC aus Natitingou, der Hauptstadt des Departments Atakora, stand. In seiner Debütsaison qualifizierte er sich mit der Mannschaft für die Meisterschaftsplayoffs, landete an der Seite von Torhüter Thomas Djilan aber letztendlich auf den letzten Platz. Trotz des Abstiegs des Verein ein Jahr später in die Zweitklassigkeit, blieb er bis 2006 im Kader der Lions. Einen Wiederaufstieg konnte er in dieser Zeit mit der Mannschaft jedoch nicht erreichen. 2007 verließ er erstmals seine beninische Heimat in Richtung Persischer Golf, wo er sich den Erstligisten East Riffa Club in Bahrain anschloss. Während seines vierjähriges Engagement im Kader, konnte jedoch keine Vereinstitel gewinnen und stieg mit den Klub am Ende der Saison 2009/10 in die Zweitklassigkeit ab.
Daraufhin verließ er den Verein und wechselte für zwei Jahre in den Oman zum al-Oruba SC. Hier gewann Tchomogo in seiner Debütsaison für den neuen Verein, an der Seite von Abdul Salam Al-Mukhaini, Marei El Ramli und Stürmer Fahad Al-Rashidi, das Double aus Nationalen Pokal und Supercup. An diese Erfolge konnte er mit der Mannschaft in der Folgesaison nicht erneut anknüpfen. Er kehrte daraufhin in seine beninischen Heimat zurück und schloss sich dort den Panthères FC aus Djougou an, mit denen er erstmals Vizemeister wurde. Tchomogo verließ den Verein jedoch nach bereits einem Jahr wieder und kehrte in den Oman zurück, wo er sich den Erstligisten Al-Suwaiq Club anschloss. Nach einem dritten Platz in der Meisterschaft, beendete er nach Ablauf der Saison und ohne weiteren Vereinstitel seine aktive Karriere.

### Nationalmannschaft
Sein Debüt für die Beninische Fußballnationalmannschaft gab Tchomogo am 16. November 2003, im Rahmen der Qualifikation zur Fußball-Weltmeisterschaft 2006 unter Trainer Cecil Jones Attuquayefio, gegen die Auswahl von Madagaskar (3:2). Unter selbigen Trainer wurde er ein Jahr später neben Damien Chrysostome, Jocelyn Ahouéya und Wassiou Oladipupo auch in das Aufgebot der Les Écureuils zum Afrika-Cup 2004 in Tunesien berufen und kam dabei in allen Partien, gegen Südafrika (2:0), Marokko (4:0) und Nigeria (2:1), zum Einsatz. Er war Teilnehmer an Qualifikationsspielen zur Fußball-Weltmeisterschaft (2006, 2010, 2014), konnte dabei jedoch keine nennenswerten Erfolge mit der Mannschaft erzielen. Ebenfalls war er Teilnehmer Qualifikationsspielen zur Afrikameisterschaft (2008, 2010, 2012), wo er sich in den Jahren 2008 und 2010 mit der Mannschaft für die Endrunde qualifizieren konnte. Tchomogo absolvierte dabei sowohl bei der Endrunde 2008 in Ghana, gegen Mali (0:1), Elfenbeinküste (4:1) und Nigeria (2:0), als auch bei der Endrunde 2010 in Angola, gegen Mosambik (2:2), Nigeria (1:0) und Ägypten (2:0), alle Partien der Mannschaft. Er kam jedoch bei beiden Turnieren mit der Auswahl nie über die Vorrunde hinaus. Seinen letzten Einsatz im Trikot der Les Écureuils absolvierte Tchomogo am 8. September 2013, im Rahmen der Qualifikation zur Fußball-Weltmeisterschaft 2014 unter Trainer Oumar Tchomogo, gegen die Auswahl von Ruanda (2:0). Insgesamt absolvierte er 49 Länderspiele, in denen er sechs Tore erzielte.

### Erfolge
Verein
- Omanischer Pokalsieger (1): 2011
- Omanischer Supercup (1): 2011